# Theodor Kirsch (Entomologe)

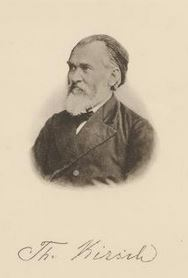
Theodor Franz Wilhelm Kirsch

Theodor Franz Wilhelm Kirsch (* 29. September 1818 in Düben; † 8. Juli 1889 in Dresden) war ein deutscher Entomologe. Er war spezialisiert auf Käfer (besonders Rüsselkäfer), befasste sich aber auch mit Schmetterlingen.

## Leben
Er war der Sohn eines preußischen Steuerrendanten und ging in Torgau auf das Gymnasium. Ein Medizinstudium konnte sich die Familie nicht leisten und so ging er in die Apothekerlehre bei seinem älteren Bruder in Penig bei Chemnitz und lernte auch in Halberstadt und Meiningen. Ab 1843 studierte er noch zwei Jahre Naturwissenschaften und besonders Pharmazie an der Universität Leipzig. 1848 kaufte er eine Apotheke in Chemnitz und heiratete dort. Ab 1850 war er Volontär am Königlichen Naturhistorischen Museum in Dresden unter dessen Direktor Ludwig Reichenbach. 1856 verkaufte er seine Apotheke und ließ sich in Dresden nieder, um sich ganz als Privatforscher der Entomologie zu widmen. Er führte dazu eine umfangreiche Korrespondenz und sammelte auf dem jährlichen Urlaub mit seiner Familie in den Alpen. 1875 ließ er sich überreden, den neu geschaffenen Posten eines Kustos der Entomologie am Dresdner Museum anzunehmen. Die entomologische Sammlung, in die auch seine eigene einfloss (samt Fachbibliothek), hinterließ er in einem mustergültigen Zustand.
Er beschrieb unter anderem Käfer aus Malakka, Neuguinea, Peru und Bogota und er veröffentlichte zu verschiedenen Gebieten der Entomologie. Er arbeitete mit dem Sammler Ernst von Kiesenwetter zusammen. Seine eigene Sammlung kam zum größten Teil in das Staatliche Museum für Naturkunde in Dresden, ein kleiner Teil auch in das Museum von Beuthen. Seine private Sammlung umfasste rund 57.400 Exemplare von Insekten, die rund 16.200 Arten zuzuordnen sind, davon rund 51.700 Käfer.
Am 6. April 1867 wurde er Mitglied der Leopoldina.
Er ist Erstbeschreiber des Schmetterlings Troides riedeli (KIRSCH, 1885).
Henri de Saussure benannte ihm zu Ehren die Heuschrecke Gryllodes kirschii SAUSSURE, 1877, die heute Modicogryllus kirschii (SAUSSURE, 1877) zugeordnet wird.

## Schriften (Auswahl)
- Coleopteren gesammelt in den jahren 1868-1877 auf einer reise durch Süd Amerika, 1889
- Neue südamerikanische Käfer, 2 Bände, 1883 und 1886
- Beiträge zur Kenntniss der Peruanischen Käferfauna auf Dr. Abendroth's Sammlungen basirt, 2 Bände, 1873 und 1876
- Neue Käfer aus Malacca, 1875